# Смирнов, Иван Витальевич
Иван Витальевич Смирнов (род. 18 июля 1982, Усть-Илимск, Иркутская область, РСФСР, СССР) — российский биохимик

## Биография
Родился 18 июля 1982 года, в Усть-Илимске Иркутской области.
В 1999 году поступил на химический факультет Московского государственного университета. В 2001 поступил на работу в Институт биоорганической химии РАН.  В 2004 поступил в аспирантуру там же.
С 2007 г. - работает на разных должностях в лаборатории биокатализа Института биоорганической химии РАН. С 2018 года - старший научный сотрудник и с 2021 - заместитель директора по науке лаборатории химии протеолитических ферментов ИБХ РПН.
В 2008 году защитил кандидатскую диссертацию. В 2017 году - докторскую по химическим наукам и биотехнологиям.
Член-корреспондент РАН с 2 июня 2022 года по отделению медицинских наук и  специальности "Медицинская химия".

## Научная деятельность
Специалист в области биокатализа, рекомбинантных белков, молекулярной медицины.

## ССЫЛКИ
https://pubdoc.ru/doc/323574/-smirnov-.
https://www.ibch.ru/structure/management/direction/268
https://www.ras.ru/win/DB/show_per.asp?P=.id-66000.ln-ru
https://new.ras.ru/activities/news/chlen-korrespondent-ran-ivan-smirnov-nasha-zadacha-poisk-novykh-antimikrobnykh-preparatov/